# HC Milano Saima
Der Hockey Club Milano Saima war ein Eishockeyklub in Mailand, Italien. Er wurde 1985 gegründet und spielte von 1988 bis 1995 in der Serie A, der höchsten Liga im italienischen Eishockey.

## Geschichte
Der Hockey Club Milano wurde 1985 gegründet und nahm zunächst am Spielbetrieb der zweitklassigen Serie B teil. Aufgrund des Sponsorings durch die Firma Saima wurde der Firmennamen in den Klubnamen aufgenommen.
1988 gewann der Klub die Meisterschaft der Serie B und stieg damit in die Serie A auf. Während der Saison 1990/91 gehörte Milano Saima zu den besten Teams der Liga und beendete sowohl die Haupt-, als auch die Finalrunde auf dem ersten Platz. Diese Platzierung bedeutete gleichermaßen den Gewinn der italienischen Meisterschaft.
Nach der Saison 1991/92 wurde der Klub zunächst vom Spielbetrieb ausgeschlossen, nachdem das Team noch das Finale gegen den HC Devils Milano erreicht hatte. 1993 wurde der Klub als  Sportivi Ghiaccio Milano wiederbelebt und absolvierte zwei weitere Spielzeiten (1993/94 und 1994/95) in der Serie A. 
1995 wurde der Klub verkauft und setzte als HC Milano 24 den Spielbetrieb bis 1997 fort.

## Spieler

### Bekannte ehemalige Spieler
- John Anderson
- Wjatscheslaw Anissin
- Bruno Campese
- Maurizio Catenacci
- John Chabot
- Reed Larson

### Meisterkader 1990/91
Bruno Baseotto, Paul Beraldo, Rick Bragnalo, Andrea Brega, Marco Capone, Gerard Ciarcia, Tony Fiore, Daniel Fascinato, Marco Favalli, Joe Foglietta, Fabio Frison, Mark Johnson, Kevin LaVallée, Bob Manno, Mark Morrison, Diego O’Dino, Gianfranco Odino, Roberto Romano, Rico Rossi, Andrea Spiriti, Bill Stewart, David Tomassoni, Maurizio Vacca, John Vecchiarelli, Mike Zanier
Trainer: Lou Vairo